# Skate Canada International de 1973
O Skate Canada International de 1973 foi a primeira edição do Skate Canada International, um evento anual de patinação artística no gelo organizado pelo Skate Canada. A competição foi disputada na cidade de Calgary, Alberta, Canadá.

## Eventos
- Individual masculino
- Individual feminino
- Dança no gelo

## Medalhistas
| Evento                        | Ouro                                | Prata                       | Bronze                                             |
| Individual masculino detalhes | Toller Cranston · Canadá            | Ron Shaver · Canadá         | Minoru Sano · Japão                                |
| Individual feminino detalhes  | Lynn Nightingale · Canadá           | Barbara Terpenning · Canadá | Jean Scott · Reino Unido                           |
| Dança no gelo detalhes        | Louise Soper · Barry Soper · Canadá |                             | Irina Moiseeva · Andrei Minenkov · União Soviética |

## Resultados

### Individual masculino
| Pos.              | Nome            | Nacionalidade |
| ----------------- | --------------- | ------------- |
| Medalha de ouro   | Toller Cranston | Canadá        |
| Medalha de prata  | Ron Shaver      | Canadá        |
| Medalha de bronze | Minoru Sano     | Japão         |
| ...               |                 |               |

### Individual feminino
| Pos.              | Nome               | Nacionalidade   |
| ----------------- | ------------------ | --------------- |
| Medalha de ouro   | Lynn Nightingale   | Canadá          |
| Medalha de prata  | Barbara Terpenning | Canadá          |
| Medalha de bronze | Jean Scott         | Reino Unido     |
| 4                 |                    |                 |
| 5                 |                    |                 |
| 6                 | Liudmila Bakonina  | União Soviética |
| ...               |                    |                 |

### Dança no gelo
| Pos.              | Nome                             | Nacionalidade   |
| ----------------- | -------------------------------- | --------------- |
| Medalha de ouro   | Louise Soper / Barry Soper       | Canadá          |
| Medalha de prata  |                                  |                 |
| Medalha de bronze | Irina Moiseeva / Andrei Minenkov | União Soviética |
| ...               |                                  |                 |

## Quadro de medalhas
| Ordem | País            | Medalha de ouro | Medalha de prata | Medalha de bronze |   | Ordem por total |
| ----- | --------------- | --------------- | ---------------- | ----------------- | - | --------------- |
| 1     | Canadá          | 3               | 2                |                   | 5 | 1               |
| —     | Desconhecido    |                 | 1                |                   | 1 | —               |
| 2     | Japão           |                 |                  | 1                 | 1 | 2               |
| 2     | Reino Unido     |                 |                  | 1                 | 1 | 2               |
| 2     | União Soviética |                 |                  | 1                 | 1 | 2               |
| TOTAL | TOTAL           | 3               | 3                | 3                 | 9 | —               |